# 大同肥料
大同肥料株式会社（だいどうひりょう かぶしきがいしゃ）は、かつて福井県越前市に存在した化学メーカーである。
大同電力のカーバイド工業部門を分割して1921年（大正10年）に設立。フェロアロイ（合金鉄）の製造も手掛けるようになったことから1938年（昭和13年）以降は社名を大同化学工業株式会社（だいどうかがくこうぎょう）と改めた。太平洋戦争中の1945年（昭和20年）に信越化学工業へと合併され、工場は同社の武生工場となった。

## 設立の経緯

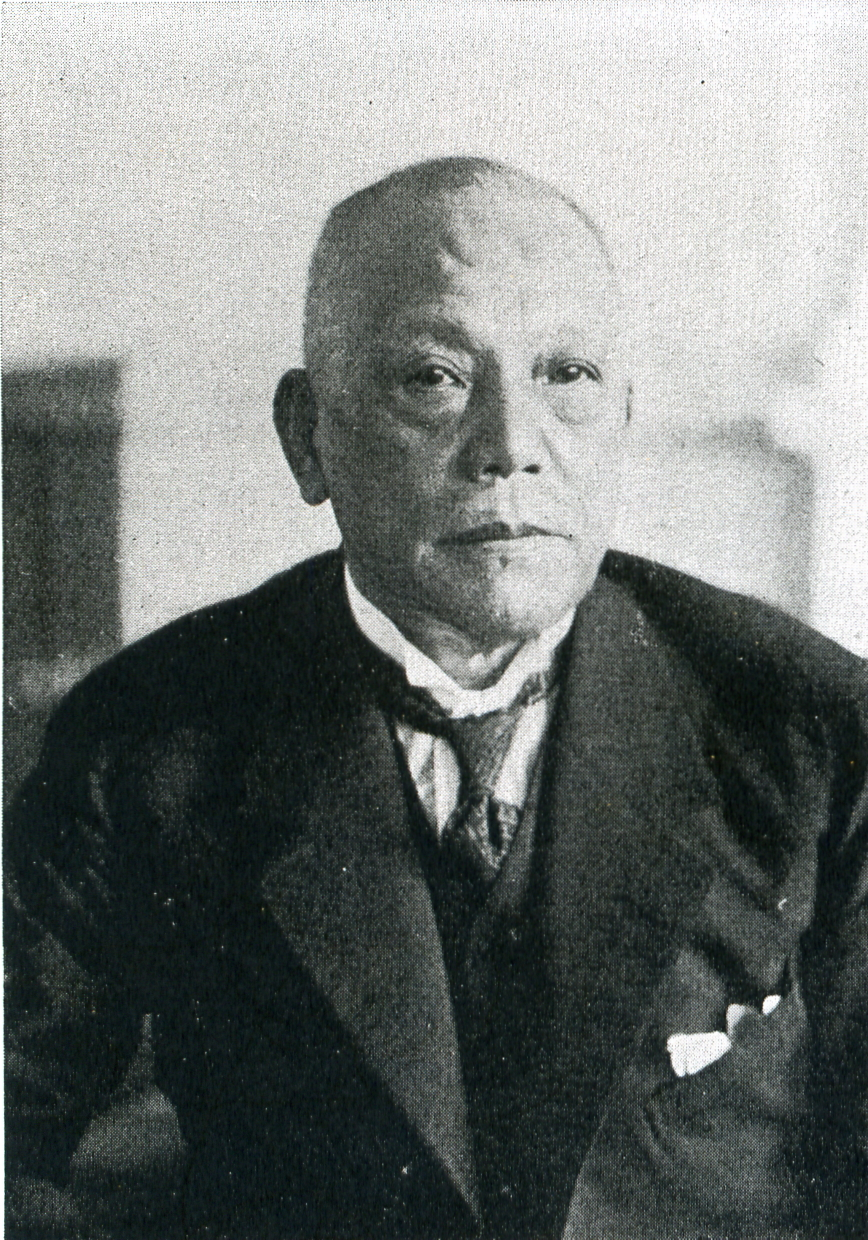
初代社長山本条太郎

大同肥料株式会社は、1921年（大正10年）11月17日、電力会社の大同電力により、福井県南条郡武生町（現・越前市）に位置する同社武生工場の現物出資をもって設立された。
この大同肥料武生工場は、元は北陸電化という会社により建設されたものである。北陸電化は1917年（大正6年）8月に設立。九頭竜川における水力発電所建設と、その電力による電気化学工業の起業が設立目的であった。後者は具体的には、電力によって炭化カルシウム（カーバイド）を製造し、それを石灰窒素とした上で肥料として利用される硫酸アンモニウム（硫安）を製造する、というものである。第一次世界大戦勃発による輸入途絶に伴う硫安価格高騰が設立の背景にあった。1919年（大正8年）6月に九頭竜川の西勝原発電所（後の北陸電力西勝原第二発電所）が運転を開始し、武生工場への送電が開始された。
その後北陸電化は1920年（大正9年）1月に日本水力へと吸収され、翌1921年（大正10年）2月には日本水力も合併で大同電力となった。この大同電力では、経済界の変動に強く影響される付帯事業を分離して本業である電力事業の収益を確保するという方針を打ち出し、日本水力から引き継いだ武生工場を分離、大同肥料を設立した。大同肥料の資本金は300万円。大同電力から現物出資された武生工場の設備その他所属財産を247万8000円にて引き継ぎ、その対価として大同電力に42円払込株式5万9000株を交付している。初代社長は山本条太郎（元北陸電化社長）である。なお大同肥料設立と同日、同様の理由にて旧木曽電気製鉄の製鉄事業が大同電力より分割され、大同製鋼（現・大同特殊鋼）が設立されている。

## 設立後の動き
1920年代後半になると、大同肥料はアンモニア合成部門への進出を図った。ドイツのフリードリヒ・ウーデ (Friedrich Uhde) が低圧・低温によるアンモニア合成法を開発したのをうけて社長の山本条太郎はウーデ法の特許買収交渉に着手。1928年（昭和3年）6月には常務の山崎伝七がドイツまで派遣され調査・交渉にあたった。その後、大同肥料と当時山本が社長を務めた南満州鉄道（満鉄）、それに昭和肥料（現・昭和電工）の3社共同でウーデ法の特許を買収することが決まり、翌1929年（昭和4年）6月に契約締結に至った。しかし1931年（昭和6年）10月、ウーデ法特許の大同肥料共有権は矢作水力に買収され、同社傘下の矢作工業（現・東亞合成）の工場建設に転用された。従って大同肥料のアンモニア合成部門進出は実現しなかった。
1938年（昭和13年）9月時点で、工場設備は5,000キロワット抵抗炉2台、1,000キロワットアーク炉5台、3,000キロワットアーク炉1台であった。この時点では、操業開始以来のカーバイド・石灰窒素・硫安などの製造に加え、フェロシリコン・フェロマンガンなどフェロアロイ（合金鉄）の製造も手掛けていた。日中戦争下にあってフェロアロイの製造が拡大した結果、肥料会社という社名が実態に沿わなくなったことから、同年11月25日の株主総会にて社名を大同肥料から「大同化学工業株式会社」へと変更した。
1939年（昭和14年）4月、大同電力は国策電力会社日本発送電へ全資産を委譲して解散した。その中には大同化学工業の株式4万9850株も含まれる。その後大同化学工業の株式は、1942年（昭和17年）2月より日本発送電傘下の発送電興業に渡り、同年8月には三谷弥平ら福井県の財界人が取得する。さらに翌1943年（昭和18年）5月には、全5万株のうち4万2500株を1株当たり95円50銭の価格で化学メーカー日本合成化学工業が買収した。日本合成化学工業による大同化学工業の子会社化は、大同が製造するカーバイドを原料に軍需向けのアセチレン系誘導品の生産を行う狙いからであった。

## 信越化学工業との合併
日本合成化学工業の傘下に入った大同化学工業であるが、1944年（昭和19年）になると同社ではなく信越化学工業との関係が深まった。
信越化学工業は長野県の電力会社信濃電気（後の長野電気）などの出資により1926年（大正15年）に設立。当初はカーバイド・石灰窒素の製造を事業主体としたが、1939年から順次フェロアロイ製造やマグネシウム・マンガン精錬など軍需産業に乗り出していた。太平洋戦争末期の1944年秋になると、軍需省より信越化学工業・大同化学工業両社に対し、フェロアロイ製造と自家用に製造していた炭素電極について提携するよう命令が出された。具体的には、大同化学工業は信越化学工業に対しフェロアロイ・炭素電極の生産設備を貸与し、その技術指導を受けること、という内容であった。
軍需省の命令に対し大同化学工業側は非協力的であったといい、信越化学工業は提携ではなく全面的な経営移管を求めたという。信越側の要請により、軍需大臣は1945年（昭和20年）3月27日付で企業整備令に基づく両社の合併命令を発する。同年4月25日には合併契約書締結に進み、5月1日付で信越化学工業は大同化学工業を吸収合併した。合併比率は軍需省の指示で1対1の対等合併とされたが、合併をめぐり日本合成化学工業は反対運動を展開したため、大同化学工業側の株主総会で合併契約が可決されたのは合併成立よりも遅い5月31日のことであった。
合併に伴い大同化学工業の工場は信越化学工業武生工場となった。武生工場では1970年（昭和45年）から翌年にかけてカーバイド・石灰窒素の生産が停止されているが、1960年代以降はレアアース・レアアースマグネットの製造拠点として位置づけられている。

## 年表
- 1917年（大正6年）8月30日 - 水力発電所建設と硫安製造を目的に北陸電化株式会社設立[6]。
- 1919年（大正8年）6月25日 - 九頭竜川の西勝原発電所運転開始[6]。
- 1920年（大正9年）1月13日 - 日本水力が北陸電化を合併[6]。
- 1921年（大正10年）2月25日 - 大阪送電・木曽電気興業・日本水力の3社合併により大同電力設立[6]。
- 1921年（大正10年）11月17日 - 大同電力、硫安工場（武生工場）の現物出資をもって大同肥料株式会社を設立[3]。
- 1929年（昭和4年）6月 - 南満州鉄道・昭和肥料（現・昭和電工）と共同でウーデ式アンモニア合成法の特許を買収[9]。
- 1931年（昭和6年）10月 - ウーデ法特許の共有権を矢作水力に売却[10]。
- 1938年（昭和13年）11月25日 - 社名を大同化学工業株式会社へ変更[11]。
- 1939年（昭和14年）4月2日 - 親会社の大同電力が解散。
- 1943年（昭和18年）5月7日 - 日本合成化学工業が株式を買収、その傘下に入る[13]。
- 1945年（昭和20年）3月27日 - 軍需省より信越化学工業との合併命令が下る[13]。
- 1945年（昭和20年）5月1日 - 信越化学工業との合併成立[13]。工場は信越化学工業武生工場となる[13]。